# Загатка (Львовская область)
Загатка (укр. Загатка) — село в Лопатинской поселковой общине Шептицкого района Львовской области Украины.
Население по переписи 2001 года составляло 67 человек. Занимает площадь 0,2 км². Почтовый индекс — 80235. Телефонный код — 3255.